# Dasumia kusceri
Dasumia kusceri är en spindelart som först beskrevs av Josef Kratochvíl 1935.  Dasumia kusceri ingår i släktet Dasumia och familjen ringögonspindlar.
Artens utbredningsområde är Grekland. Inga underarter finns listade i Catalogue of Life.